# URA MELON
『URA MELON』（ウラ メロン）は、2010年4月21日に発売されたメロン記念日の初のカップリング・ベスト・アルバム。

## 概要
メロン記念日がメジャー・デビュー後にリリースした全シングルのカップリング17曲と、アルバム未収録となっていたインディーズ盤の両A面シングル『お願い魅惑のターゲット/Crazy Happy!』の「Crazy Happy!」をボーナス・トラックとして収録したCDとDVDの2枚組で構成される裏ベスト・アルバム。
DVDは2010年2月19日、SHIBUYA-AXで開催・解散発表が行われたライブ「10th ANNIVERSARY LIVE 【生誕3654日感謝祭】」の模様と、3rdアルバム「MELON'S NOT DEAD」収録曲「ALWAYS LOVE YOU」のミュージック・ビデオとインタビュー映像を収録。

## 収録曲

### CD
特記以外　作詞・作曲：つんく
1. スキップ!
編曲：高橋諭一
2. ふわふわふー
編曲：鈴木俊介
3. もう 待てませ〜ん!
編曲：高橋諭一
4. Wa!かっちょEなッ!
作詞・作曲：新堂敦士　編曲：小西貴雄
5. ガールズパワー・愛するパワー
作詞・作曲：新堂敦士　編曲：小西貴雄
6. 愛メラメラ 恋ユラユラ
作詞・作曲：新堂敦士　編曲：ab:fly
7. 恋愛レストラン
編曲：鈴木俊介
8. 遠慮はなしよ!
編曲：鈴木俊介
9. 夏
編曲：SHO-1
10. 二人のパラダイス
編曲：上杉洋史
11. 初雪
編曲：高橋諭一
12. さあ、早速盛り上げて 行こか〜!!
編曲：鈴木Daichi秀行
13. 恋の仕組み。
編曲：高橋諭一
14. ほとんどがあなたです。
作曲：はたけ　編曲：小西貴雄
15. サクラ色の約束
作詞：海野真司　作曲・編曲：上野浩司
16. お願い魅惑のターゲット（オリジナルnew ver.）
作詞：上田ケンジ　作曲：田中秀典　編曲：宮永治郎
17. オンナザカリ
作詞・作曲・編曲：コモリタミノル
18. Crazy Happy!
作詞：すやまちえこ　作曲：吉田勝弥　編曲：宮永治郎

### DVD
1. メロン記念日のテーマ（Rock Ver.）
2. かわいい彼
3. さあ、早速盛り上げて 行こか〜!!
4. お願い魅惑のターゲット
5. MC
6. ANNIVERSARY
7. 告白記念日
8. 電話待っています
9. THE 二枚目〜ON MY WAY〜
10. アンフォゲッタブル
11. カリスマ・綺麗
12. さぁ!恋人になろう
13. sweet suicide summer story
14. 香水
15. 青春・オン・ザ・ロード
16. MC
17. ロマンチックを突き抜けろ! 〜Break it now〜
18. 愛だ!今すぐROCK ON!
19. メロンティー
20. ALL AROUND ROCK
21. DON'T SAY GOOD-BYE
22. ピンチはチャンス バカになろうぜ!
23. This is 運命
24. 甘いあなたの味
25. 赤いフリージア
26. MC
27. ALWAYS LOVE YOU
28. ALWAYS LOVE YOU 制作秘話インタビュー
29. ALWAYS LOVE YOU PV